# Sedef Adası
Sedef Adası – turecka wyspa we wschodniej części Morza Marmara, niedaleko azjatyckiej części Stambułu. Powierzchnia wyspy wynosi ok. 0,157 km², jest jedną z najmniejszych wysp ze wszystkich dziewięciu w archipelagu Wyspy Książęce.